# アンジェラ浅丘
アンジェラ浅丘 （ - あさおか、1936年（昭和11年）12月14日 - ）は、昭和期の女優・ダンサー。本名は三瀬 美絵子。大分県別府市生まれ。いとこに應蘭芳。

## 略歴
日劇ミュージックホールのいわゆる第2期黄金時代（1957年〜1972年頃）のスターとなった。映画にも出演している。プロ野球選手の佐藤道郎と結婚し、ともに「酒・アンジェラ」というバーを経営したこともあったが、のち離婚する。
田中小実昌は「アンジェラ浅丘の縦長ヘソはセクシー」と書いている。1969年、『血と薔薇』第3号のモデルを務める（撮影は篠山紀信）。

## 出演映画
- 1958年公開「風流温泉日記」（東宝）
- 1959年公開「やりくりアパート　ぴっくり大放送」（東宝）
- 1959年公開「やりくりアパート」（東宝）
- 1964年公開「紅閨夢」（原作：谷崎潤一郎・武智鉄二監督松竹）・欲望の踊子役
- 1965年公開「野郎に国境はない」（日活）
- 1970年公開「奇妙な仲間 おいろけ道中」（東宝）